# Distretto di Ibanda
Il distretto di Ibanda è un distretto dell'Uganda, situato nella Regione occidentale.